# Mahur Island
Mahur Island (auch San Francisco Island genannt) ist eine Insel, die zu den Lihir-Inseln der New Ireland Province von Papua-Neuguinea gehört.

## Geographie
Die Insel liegt im Pazifik etwa 30 Kilometer nördlich von Niolam, der Hauptinsel der Lihir-Gruppe. Mahur Island ist damit die nördlichste der Lihir-Inseln. Die Insel ist näherungsweise rund und misst an der breitesten sowie längsten Stelle ca. drei Kilometer. Sie weist eine andesitische Erhebung von ca. 215 Metern Höhe auf. Georg Friederici untersuchte die Insel und stellte fest, dass Korallenkalke die andesitische Erhebung bis auf ca. 182 Meter Höhe umschließen.